# Gajusz Lutacjusz Katulus
Gajusz Lutacjusz Katulus (Gaius Lutatius Catulus) – rzymski przywódca polityczny i wojskowy okresu pierwszej wojny punickiej.
Konsul w roku 242 p.n.e. Dowodząc flotą liczącą 200 pięciorzędowców odniósł w 241 p.n.e. zwycięstwo nad kartagińskimi siłami Hamilkara Barkasa w bitwie koło Wysp Egadzkich. Bitwa ta poskutkowała końcem I wojny punickiej. Gajusz upamiętnił zwycięstwo budując świątynię Juturny na Polu Marsowym w Rzymie, w miejscu, które w czasach współczesnych nosi nazwę Largo di Torre Argentina. Rozpoczął także rozmowy z kartagińczykami, ale traktat pokojowy został podpisany już bez jego udziału.